# Cmentarz Lipowy w Gliwicach
Cmentarz Lipowy w Gliwicach (niem. Lindenfriedhof) – cmentarz położony w gliwickiej dzielnicy Zatorze. 
Nekropolię o powierzchni 6 ha założono w 1885, od początku posiadała charakter komunalny, wielowyznaniowy. Podczas I wojny światowej wyznaczono kwatery, w których spoczęli żołnierze różnych narodowości m.in. 196 Niemców, 230 Rosjan, 16 Rumunów oraz nieznana liczba Serbów, Francuzów i Włochów. W marcu 1919 w zbiorowej mogile pochowano 56 dzieci (z wszystkich 76 ofiar) zmarłych podczas pożaru sali koncertowej, ustawiono na niej pomnik z rzeźbą Paula Ondruscha przedstawiającą Chrystusa z dziećmi, na pomniku istniał napis „Lasset die Kindlein zu mir kommen” (Pozwólcie dzieciom przychodzić do mnie). W 1927 żołnierzy pochowanych na Cmentarzu Lipowym upamiętniono figurą Madonny dłuta Hannsa Breitenbacha, po II wojnie światowej napis usunięto, podobnie jak prowadzące do pomnika schody, a cały postument pokryto chropowatym cementem. 
W 2003 obszar cmentarza został znacznie powiększony, przyłączono 5,17 ha gruntu należącego wcześniej do gliwickiego Parku Kultury i Wypoczynku. Niestety pod pretekstem rewitalizacji wycięto 70 procent zadrzewienia pozostawiając najcenniejsze 53 dęby. Posadzono wówczas wzdłuż ogrodzenia 200 lip, a nowej części nadano charakter założenia parkowego.

## Pochowani
- Felicjan Plato Bałaban (1891–1975) – pułkownik żandarmerii Wojska Polskiego;
- Jan Czerny (1908–1991) – major pilot, szef pilotażu w Szkole Podchorążych Lotnictwa w Dęblinie;
- Krystyna Filipczak-Feliks (1938–2012) – aktorka;
- Stanisław Fryze (1885–1964) – inżynier elektryk, profesor Politechniki Lwowskiej i Politechniki Śląskiej;
- Zygmunt Gogolewski (1896–1969) – inżynier, profesor, nauczyciel akademicki Wydziału Elektrycznego Politechniki Śląskiej;
- Alfred Golnik (1921–1997) – architekt;
- Roman Grudziński (1961–1989) – skoczek spadochronowy;
- Paweł Grzybek (1924–2007) – pułkownik Wojska Polskiego;
- Artur Kuchta (1965–1999) ps. „Buchol” – skoczek spadochronowy;
- Roman Kurzbauer (1941-2024) - lekarz, polityk, poseł na Sejm RP, działacz mniejszości niemieckiej;
- Wiktor Legeżyński (1901–1964) – inżynier, profesor Politechniki Śląskiej;
- Jan Franciszek Lessaer (1927–2012) – artysta plastyk;
- Andrzej Młyński (1954–1984) ps. „Młyniu” – skoczek spadochronowy;
- Dominik Niśkiewicz (1979–2014) – żeglarz i siatkarz;
- Stanisław Ochęduszko (1899–1969) – termodynamik, profesor Politechniki Lwowskiej i Politechniki Śląskiej;
- Franciszek Skiba (1934–2013) – piłkarz Zagłębia Sosnowiec;
- Jan Szczech (1958–2012) – piłkarz Odry Opole;
- Adam Zawadzki (1905–1972) – profesor Wydziału Górniczego Politechniki Śląskiej.
- Zygmunt Dębski (1917-1977) - Sprawiedliwy wśród Narodów Świata